# 소토미

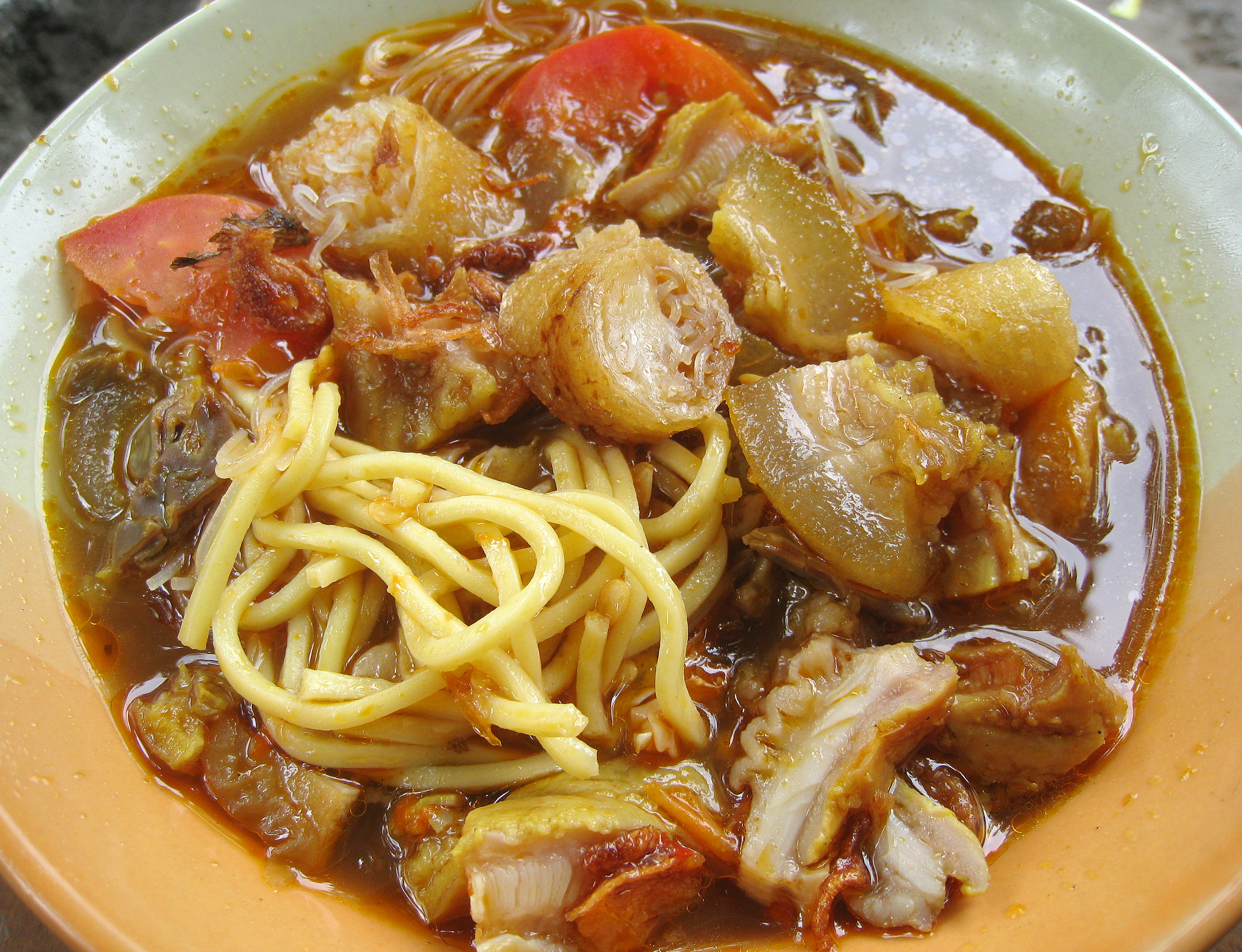

소토미(인도네시아어: soto mi, 인도네시아) 또는 미 소토(말레이어: mee soto, 말레이시아·싱가포르)는 동남아시아 음식이다. 미 박소와 비슷하나 미트볼 대신 닭고기를 사용한 점이 다르다. 말레이인도네시아어로 미는 면(스파게티,spaghetti)과 같은 밀가루, 소금 및 달걀의 혼합물을 뜻하며, 취향에 따라 쌀이나 베르미첼리 쌀을 이용하여 만들 수도 있다. 면과 밥, 땅콩, 콩과 닭고기를 세트로 함께 먹는 음식이다. 치킨 스톡으로 만든 스프와 먹기도 한다. 데워서 먹어야 제 맛이 난다.

## 같이 보기
- 미 박소
- 사테
- 나시 고렝